# Alekszandr Szergejevics Morozevics
Alekszandr Szergejevics Morozevics (oroszul Александр Сергеевич Морозевич, Moszkva, 1977. július 18.) orosz sakk nagymester. Háromszoros olimpiai bajnok, kétszeres csapatvilágbajnok, csapatban kétszeres Európa-bajnok, Oroszország kétszeres bajnoka.
2008 júliusában 2788-as Élő-pontszámmal a világranglista második helyezettje volt Visuvanádan Ánand után és Vlagyimir Kramnyik előtt. Ez egyben az általa eddig elért legmagasabb pontszám.
Arról ismert, hogy előszeretettel alkalmaz különleges megnyitásokat. A vezércsel ellen például gyakran játszotta a Csigorin-védelmet (1. d4 d5 2. c4 Hc6), illetve újabban az Albin-ellencselt (1.d4 d5 2.c4 e5). Csúcsszinten mindkét megnyitás igen ritka. Morozevicsre az is jellemző, hogy jobban szereti a bonyolult játékot az egyszerű állásoknál.
Világossal leggyakrabban a szicíliai védelem különböző változatait (B30, B90, B40, B31, B33 -ld. Sakkmegnyitások listája) kedveli és gyakran játssza a spanyol megnyitást (C77, C78, C65, C88, C89). Sötéttel leggyakrabban a szláv védelmet és a francia védelmet választja.